# یواس‌اس فورد (ای‌اف-۲۵)
یواس‌اس فورد (ای‌اف-۲۵) (به انگلیسی: USS Taurus (AF-25)) یک کشتی بود که طول آن ۳۲۵٫۳ فوت (۹۹٫۲ متر) بود. این کشتی در سال ۱۹۲۱ ساخته شد.